# Paulette Dubost
Pour les articles homonymes, voir Dubost.
Paulette Deplanque, dite Paulette Dubost, est une actrice française, née le 8 octobre 1910 dans le 16e arrondissement de Paris et morte le 21 septembre 2011 à Longjumeau.
Actrice au cinéma, à la télévision et au théâtre, de 1926 à 2007, elle est notamment connue pour son interprétation de Lisette dans La Règle du jeu (1939) de Jean Renoir.

## Biographie
Née à Paris en 1910,, de son vrai nom Paulette Deplanque, elle est la fille d'Anthime Deplanque (1848-1946),, ingénieur gazier, et de Suzanne Dubost (1883-1972), artiste lyrique. Avant d'épouser sa mère sur le tard, le 13 septembre 1929 à Villers-sur-Mer, son père avait déjà été marié trois fois et Paulette Dubost est son onzième et dernier enfant.
Dès l'âge de sept ans, Paulette intègre l'Opéra de Paris comme petit rat, elle fait partie de la même promotion que Josette Day et Odette Joyeux. Alors qu'elle a 14 ans, elle est remarquée par l'escroc Alexandre Stavisky qui tombe amoureux d'elle et l'invite à déjeuner en tête à tête, disant à la grand-mère de Paulette Dubost : "C'est dommage qu'elle soit si jeune, Paulette. Je l'épouserais bien.",. Elle ne croit d'ailleurs pas à sa mort en 1934, affirmant l'avoir revu bien des années plus tard à Casablanca. À 17 ans, elle passe à l'opérette et va jouer pendant deux ans Les Aventures du roi Pausole aux Bouffes-Parisiens avec Simone Simon, Edwige Feuillère, Viviane Romance… Avant de passer au cinéma, elle est encore sur les planches dans Bonsoir aux Folies-Wagram et Mon amant à la Potinière.
Son regard malicieux et sa voix acidulée sont vite remarqués et, dès 1930, elle commence à jouer pour le cinéma avec Marc Allégret. Au total, elle a joué dans environ 160 films, notamment de Jacques Tourneur, Jean Renoir (La Règle du jeu), André Cayatte, Gilles Grangier, Max Ophüls, François Truffaut… Elle a très souvent des rôles de soubrettes. Elle participe aussi  à des téléfilms et à des séries télévisées.

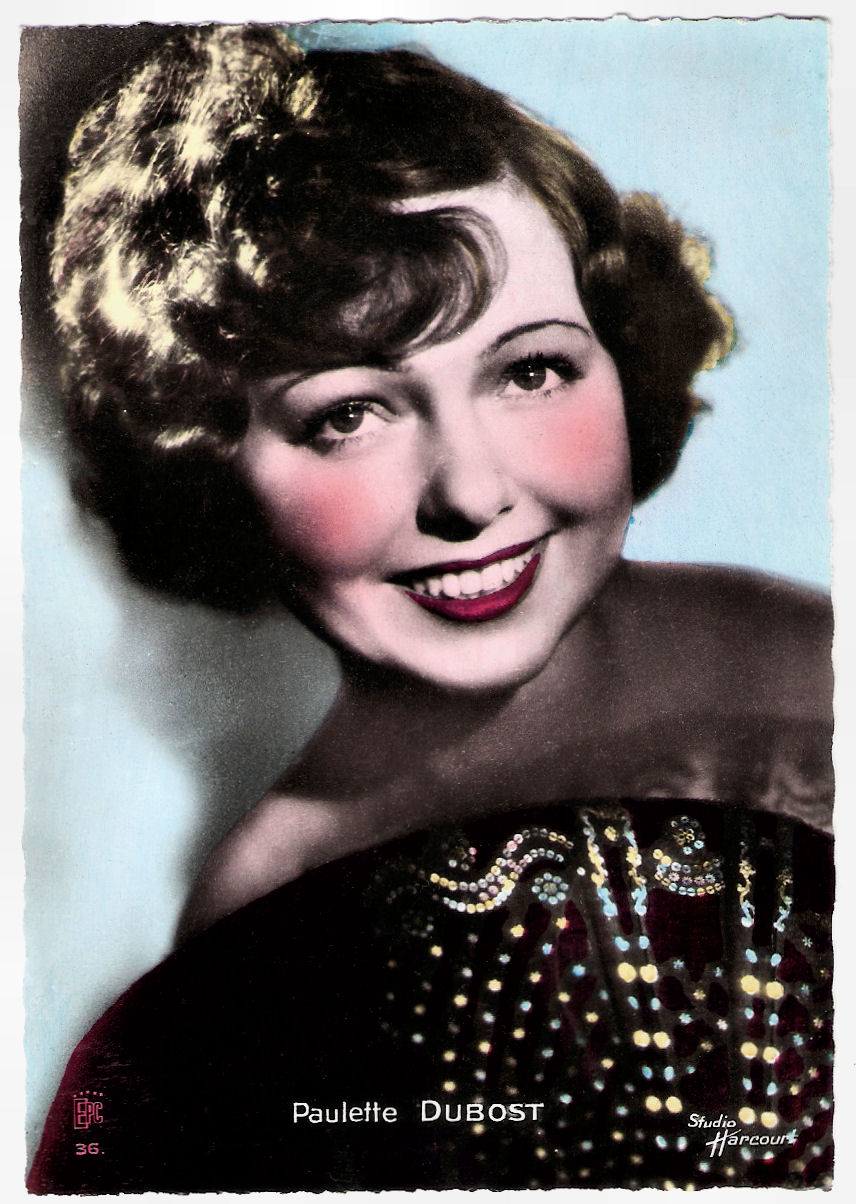
L'actrice dans les années 1930 (Studio Harcourt).

En 1935, lors de la première de La Petite Sauvage, elle rencontre à Oujda, André Ostértag, d'origine alsacienne, veuf et père de deux filles, propriétaire d'un cinéma, qui l'invite à venir voir sa ferme se trouvant à la frontière algéro-marocaine, où il engraisse des porcs. Ils se marient le 23 décembre 1936 à Antibes (Alpes-Maritimes), avec un déjeuner de mariage à La Colombe d'Or, à Saint-Paul de Vence. Ils divorcent en 1950.
En 1937, lors d'un dîner de gala en l'honneur du cinéma français en Allemagne, elle se retrouve, à sa grande surprise, à dîner aux côtés d'Adolf Hitler.
Paulette Dubost a une fille unique prénommée Christiane, née le 4 juillet 1942 à Boulogne-Billancourt (alors dans la Seine) et issue d'une relation avec Maurice d'Okhuyssen (1896-1968), président des entraîneurs des chevaux de course et ancien amant d'Alice Field (1903-1969) et de Marie Glory (1905-2009). Sa fille est la mère de deux enfants : Aurélia et Julie.
Elle donne la réplique à de nombreux comédiens ou comédiennes tels que Romy Schneider, Viviane Romance, Fernandel, Bourvil, Jean Gabin, Albert Préjean, Danielle Darrieux, Louis de Funès, Jean Marais, Annie Girardot, Jeanne Moreau, Jacques Villeret, Brigitte Bardot, Pierre Mondy, Gérard Depardieu, Arletty, Michel Simon, Francis Perrin, Philippe Noiret, Michel Piccoli, Michel Serrault, Catherine Deneuve, Martine Carol, Maggie Cheung, Darry Cowl, Nathalie Boutefeu, Marc Citti, Michel Galabru, Gert Fröbe, Louis Jouvet, etc.
En 1992, elle publie un livre de souvenirs intitulé C'est court la vie. En 2007, elle tourne son dernier film, aux côtés de Daniel Prévost dans le court-métrage d'Alexandre Moix, Curriculum. Elle y joue une call-girl maltraitée dans un jeu télévisé où des candidats s'affrontent pour trouver un emploi. En 2008, elle dit le poème les Parents d’Arthur Rimbaud pour l'album hommage du compositeur Raphaël Didjaman. Les 17 janvier et 28 février 2010, elle est l'invitée de Michel Drucker sur le plateau de Vivement dimanche pour sa longue carrière et aussi en compagnie de son amie Danielle Darrieux.
Elle n'a jamais été récompensée pour sa carrière. Un projet d’hommage à Paulette Dubost aurait dû voir le jour à la Cinémathèque française pour ses innombrables participations dans le cinéma français et pour fêter son siècle, mais ce projet a été abandonné. En revanche, une salle du cinéma d'art et essai, L'Arvor, sur son site historique de la rue d'Antrain, à Rennes, porte son nom, dès son vivant, peut-être en référence à son rôle dans le personnage « breton » de « Bécassine ».
Elle fête ses cent ans, le 8 octobre 2010, au théâtre de Longjumeau. Elle est à l'époque, avec l'actrice Yvette Lebon, vice-doyenne des actrices françaises. Elle meurt à l'âge de 100 ans en septembre 2011 à Longjumeau. Elle est crématisée aux Ulis (Essonne).

## Filmographie

### Cinéma

#### Longs métrages
- 1926 : Nana de Jean Renoir : une figurante
- 1931 : Le Bal de Wilhelm Thiele : la cliente
- 1931 : Un chien qui rapporte de Jean Choux : une locataire
- 1931 : Un coup de téléphone de Georges Lacombe : Clara
- 1932 : L'Amoureuse Aventure de Wilhelm Thiele
- 1932 : Service de nuit ou Théodore est fatigué ou Les Nuits de papa d'Henri Fescourt : la petite femme
- 1932 : À moi le jour, à toi la nuit ou Le Lit de Madame Ledoux de Ludwig Berger et Claude Heymann : la collègue de Juliette
- 1932 : Le Champion du régiment d'Henry Wulschleger : Radada
- 1932 : L'Homme qui ne sait pas dire non d'Heinz Hilpert
- 1932 : Le Martyre de l'obèse de Pierre Chenal : Babette
- 1932 : Paris-Soleil de Jean Hémard
- 1932 : Rivaux de la piste de Serge de Poligny : une amie d'Hanni
- 1932 : Stupéfiants de Kurt Gerron et Roger Le Bon
- 1932 : L'Enfant de ma sœur d'Henry Wulschleger
- 1932 : Un homme sans nom de Gustav Ucicky et Roger Le Bon
- 1932 : Vous serez ma femme ou Pour voir Adrienne, L'Esbrouffeur de Serge de Poligny : Annette
- 1933 : Cette nuit-là de Marc Sorkin : Alice
- 1933 : Dans les rues de Victor Trivas : Pauline
- 1933 : Le Fakir du Grand Hôtel de Pierre Billon : Estelle
- 1933 : Georges et Georgette de Reinhold Schünzel et Roger Le Bon : Lilian
- 1933 : L'Ordonnance de Victor Tourjansky : Marie
- 1933 : Pour être aimé de Jacques Tourneur : Maryse
- 1933 : Prince des Six Jours de Robert Vernay : Mona, la danseuse
- 1933 : Une fois dans la vie ou La Ronde des millions de Max de Vaucorbeil : Josette
- 1933 : Les Vingt-huit Jours de Clairette d'André Hugon : Nichette
- 1933 : Vive la compagnie de Claude Moulins : Françoise Martin
- 1934 : L'Auberge du petit dragon de Jean de Limur : Marie
- 1934 : Le Billet de mille de Marc Didier
- 1934 : La Caserne en folie de Maurice Cammage : Louisette
- 1934 : La Cinquième Empreinte ou Lilas blanc de Karl Anton : Lucie Cavalier
- 1934 : Le Comte Obligado de Léon Mathot : Mitaine
- 1934 : Jeunesse de Georges Lacombe : Gisèle
- 1934 : Le Roi des Champs-Élysées de Max Nosseck : Germaine
- 1934 : Le Bonheur de Marcel L'Herbier : Louise
- 1935 : Le Bébé de l'escadron ou Quand la vie était belle de René Sti : Anaïs Blachin
- 1935 : Ferdinand le noceur de René Sti : Paulette Fourageot
- 1935 : La Petite Sauvage ou Cupidon au pensionnat de Jean de Limur : Paulette
- 1935 : La Rosière des halles de Jean de Limur : Célestine
- 1936 : La Brigade en jupons de Jean de Limur : Paulette
- 1936 : La Reine des resquilleuses de Max Glass et Marco de Gastyne
- 1937 : Le Mensonge de Nina Petrovna de Victor Tourjansky : Lotte
- 1937 : Titin des Martigues de René Pujol : Yvette
- 1938 : L'Ange que j'ai vendu de Michel Bernheim : Esther Baronski
- 1938 : Barnabé d'Alexander Esway : Rose
- 1938 : Les Femmes collantes de Pierre Caron
- 1938 : Hôtel du Nord de Marcel Carné : Ginette, la femme de Prosper
- 1939 : Le Paradis des voleurs / Escapade / Avec les chevaux de bois de Lucien-Charles Marsoudet : Paulette
- 1939 : La Règle du jeu de Jean Renoir : Lisette, la camériste
- 1939 : Bécassine de Pierre Caron : Bécassine
- 1941 : Opéra-Musette de René Lefèvre et Claude Renoir : Jeanne
- 1943 : Adrien ou Le Bar du soleil de Fernandel : Arlette
- 1943 : Le Bal des passants ou Le Camélia blanc de Guillaume Radot
- 1943 : Je suis avec toi d'Henri Decoin : La standardiste
- 1944 : Farandole d'André Zwobada : La Grue
- 1945 : Au petit bonheur de Marcel L'Herbier : Brigitte Ancelin
- 1946 : Roger la Honte d'André Cayatte : Victoire
- 1946 : Ploum ploum tra la la ou De porte en porte de Robert Hennion : Germaine
- 1946 : La Revanche de Roger la Honte d'André Cayatte : Victoire
- 1946 : Six heures à perdre d'Alex Joffé et Jean Levitte : Annette
- 1947 : Plume la poule, de Walter Kapps
- 1947 : La Dernière Chevauchée ou Le Caïd de Léon Mathot : Milouda
- 1947 : Le Dolmen tragique de Léon Mathot : La vicomtesse de Kerlec
- 1947 : Et dix de der de Robert Hennion : Titine
- 1948 : Blanc comme neige d'André Berthomieu : Charlotte, la fiancée de Léon
- 1948 : Le Bal des pompiers d'André Berthomieu : Germaine
- 1949 : Ma tante d'Honfleur de René Jayet : Lucette
- 1949 : La Femme nue d'André Berthomieu : Suzon
- 1949 : La Petite Chocolatière d'André Berthomieu : Julie
- 1949 : Le 84 prend des vacances de Léo Joannon : Paulette
- 1949 : Le Roi Pandore d'André Berthomieu : Mlle Angèle
- 1949 : Tire au flanc de Fernand Rivers : Georgette
- 1950 : Uniformes et Grandes Manœuvres de René Le Hénaff : Alice, la femme de chambre
- 1950 : Quatre dans une jeep (Die vier im jeep) de Leopold Lindtberg : Germaine Pasture
- 1951 : Le Chéri de sa concierge de René Jayet : Mme Motte, la concierge
- 1951 : Descendez on vous demande de Jean Laviron : Irène
- 1952 : La Fête à Henriette de Julien Duvivier : Virginie, la mère
- 1952 : Le Plaisir de Max Ophüls, sketch La Maison Tellier : Fernande, une pensionnaire
- 1953 : Mon frangin du Sénégal de Guy Lacourt : Stéphanie, la servante
- 1953 : La Famille M. Junior (Familie M. Junior) de Franz Schnyder
- 1954 : L'Œil en coulisses d'André Berthomieu : Mme Florent
- 1954 : Le Mouton à cinq pattes d'Henri Verneuil : Solange Saint-Forget
- 1955 : Les Carnets du major Thompson de Preston Sturges : Mme Taupin
- 1955 : Ces sacrées vacances de Robert Vernay : Mme Fouleur, la femme du brigadier
- 1955 : Lola Montès de Max Ophüls : Joséphine, la servante
- 1956 : La Joyeuse Prison d'André Berthomieu : Justine Benoît
- 1957 : Sans famille d'André Michel : Maman Barberin
- 1957 : Le 10 mai (Der 10, mai) de Franz Schnyder
- 1958 : Maigret tend un piège de Jean Delannoy : Mauricette Barberot, la femme du boucher
- 1958 : Taxi, Roulotte et Corrida d'André Hunebelle : Germaine Berger, la femme de Maurice
- 1958 : Jeunes filles en uniforme (Mädchen in uniform) de Géza von Radványi : Johanna
- 1959 : Soupe au lait de Pierre Chevalier : Mme Berthaut
- 1959 : Le Déjeuner sur l'herbe de Jean Renoir : Mlle Forestier
- 1959 : Le Bossu d'André Hunebelle : Dame Marthe
- 1959 : Le chemin des écoliers de Michel Boisrond : Hélène Michaud, la mère
- 1959 : Mademoiselle Ange de Géza von Radványi : La mère de Line « Mlle Ange »
- 1960 : La Française et l'Amour de Michel Boisrond, sketch L'Enfance : Mme Tronet
- 1960 : La Main chaude de Gérard Oury : Lise Lacoste
- 1960 : Arrêtez les tambours de Georges Lautner : La veuve
- 1960 : La Récréation de François Moreuil et Fabien Collin
- 1960 : Tendre et Violente Élisabeth d'Henri Decoin : Mme Lauriston
- 1961 : Les Sept péchés capitaux d'Édouard Molinaro, sketch L'Envie : Mme Jasmin
- 1961 : Seul... à corps perdu de Jean Maley : La servante
- 1962 : La Dérive de Paula Delsol : La mère de Jackie
- 1962 : Le Meurtrier de Claude Autant-Lara : Helen Kimmel
- 1962 : Les Mystères de Paris d'André Hunebelle : Mme Pipelet
- 1962 : Pourquoi Paris ? de Denys de La Patellière : La dame au chien
- 1963 : L'assassin viendra ce soir ou Parfum pour l'au-delà de Jean Maley
- 1963 : Maigret voit rouge de Gilles Grangier : La patronne de l'hôtel
- 1963 : Peau de banane de Marcel Ophüls : Germaine Bontemps
- 1963 : Germinal d'Yves Allégret : La servante
- 1964 : La Chance et l'Amour d'Eric Schlumberger, sketch Les Fiancés de la chance : Amélie Biget
- 1964 : L'Âge ingrat de Gilles Grangier : Françoise Malhouin
- 1965 : Humour noir, film à sketches, épisode La Bestiole de Claude Autant-Lara
- 1965 : Le Dix-septième ciel ou Une page d'amour, Un garçon, une fille de Serge Korber
- 1965 : Viva Maria ! de Louis Malle : Mme Diogène
- 1967 : Le Dimanche de la vie de Jean Herman : Mme Bijou
- 1973 : Juliette et Juliette de Remo Forlani : Mme Rosenac
- 1977 : La Barricade du point du jour de René Richon : Mme Lapoulle
- 1977 : Tendre Poulet de Philippe de Broca : Mamie, la mère de Lise
- 1978 : Vas-y maman de Nicole de Buron : La mère de Jean-Pierre
- 1979 : La Gueule de l'autre de Pierre Tchernia : Mme Chalebuis
- 1980 : On a volé la cuisse de Jupiter de Philippe de Broca : Mamie, la mère de Louise
- 1980 : Le Dernier Métro de François Truffaut : Germaine Fabre
- 1981 : La vie continue de Moshé Mizrahi : Elisabeth
- 1982 : Le Retour des bidasses en folie de Michel Vocoret : La mère supérieure
- 1983 : Charlots Connection de Jean Couturier : La blanchisseuse
- 1984 : La Femme ivoire de Dominique Cheminal : Mme Pujol
- 1985 : Cent francs l'amour de Jacques Richard : Gracieuse
- 1987 : La Comédie du travail de Luc Moullet, Hassan Ezzedine, Antonietta Pizzorno : La libraire
- 1989 : Feu sur le candidat d'Agnès Delarive : Mlle Martinot
- 1990 : Milou en mai de Louis Malle : Mme Vieuzac
- 1991 : Le Jour des rois de Marie-Claude Treilhou : Suzanne
- 1992 : Les Mamies d'Annick Lanoë : Victoire
- 1993 : Jean Renoir, documentaire de David Thompson - Témoignage de P. Dubost
- 1993 : Le Roi de Paris de Dominique Maillet : Raymonde, l'habilleuse
- 1994 : Les Cent et Une Nuits de Simon Cinéma d'Agnès Varda - Scène coupée au montage
- 1994 : La Danse du feu (H'Biba M'Sika) de Salma Baccar
- 1995 : Heurs et malheurs de « La Règle du jeu », documentaire de Christophe Champclaux - Témoignage de P. Dubost
- 1999 : Augustin, roi du kung-fu d'Anne Fontaine : Mme Haton
- 2000 : Les Savates du bon Dieu de Jean-Claude Brisseau : La grand-mère
- 2005 : Les Yeux clairs de Jérôme Bonnell : Mme Le Sciellour

#### Courts métrages
- 1930 : J'ai quelque chose à vous dire, court métrage de Marc Allégret : La femme de chambre
- 1932 : Riri et Nono amoureux, court métrage de Marc Didier
- 1932 : Riri et Nono chez les pur-sangou Quand on est veinard, court métrage de Roger Capellani
- 1932 : Riri et Nono se débrouillent, moyen métrage de Marc Didier
- 1932 : En plein dans le mille, moyen métrage d'André Chotin : Paulette
- 1932 : La Jeune Fille d'en face, court métrage de Marc Didier : La jeune fille
- 1932 : La Maison hantée, court métrage de Roger Capellani
- 1933 : La Tête de veau ou On déjeune à midi, court métrage d'Emil-Edwin Reinert
- 1933 : Noces et banquets, moyen métrage de Roger Capellani
- 1934 : Studio à louer ou Spiritisme, moyen métrage de Jean-Louis Bouquet
- 1934 : Un cas de nullité, court métrage, réalisation anonyme
- 1935 : Le Siège arrière ou J'ai perdu la patronne, court métrage de Emil-Edwin Reinert
- 1962 : Jeanne et Jacques de Alain Cuniot
- 1988 : La Fête à Louisette, court métrage d'Alain Pigeaux
- 1990 : Square du Vert-Galant, court métrage de Frédéric Marbœuf
- 1994 : La Perle noire, court métrage de Joseph Kumbela
- 2007 : Curriculum, d'Alexandre Moix : Ginette

### Télévision
- 1959 : La caméra explore le temps, épisode : La citoyenne Villirouët de Guy Lessertisseur (série) : Mme Corpet
- 1960 : Le Sérum de bonté de Jacques Daniel-Norman (série) : Mme Dupont
- 1962 : La Dame aux camélias de François Gir (téléfilm) : Nanette
- 1963 : Janique Aimée de Jean-Pierre Desagnat (série) : Hélène Gauthier
- 1965 : Madame Jumeau a crié de Jacques Durand : Mme Cornette
- 1965 : Le Naïf amoureux de Philippe Ducrest (téléfilm) : Tante Adèle
- 1966 : Allô Police de Pierre Goutas (série)
- 1966 : Vive la vie de Joseph Drimal (série)
- 1967 : Par mesure de silence de Philippe Ducrest (Téléfilm) : Paulette
- 1967 : Cabochard - Les Créatures du bon Dieu de Jean Laviron
- 1967 : Saturnin Belloir de Jacques-Gérard Cornu (série) : Mme Souchet
- 1968 : Le Corso des tireurs de Philippe Ducrest (téléfilm) : Mercedes
- 1969 : Le Curé du village d'Edmond Tyborowski (téléfilm) : la logeuse
- 1971 : La Possédée d'Éric Le Hung (téléfilm) : La Baillive
- 1972 : La Tête à l'envers de Jean-Pierre Marchand (téléfilm) : La Manou
- 1972 : Le Chemin de Pierre de Joseph Drimal (Série) : Mme Levasseur
- 1972 : Les Dernières Volontés de Richard Lagrange de Roger Burckhardt (Série) : Mme Lebrun
- 1973 : Une atroce petite musique de Georges Lacombe (téléfilm) : Mme Carnal
- 1973 : Du plomb dans la tête de Roger Dallier (série) : tante Lucie
- 1973 : Poker d'as d'Hubert Cornfield (série)
- 1973 : La Feuille de Bétel d'Odette Collet (série) : Amélie
- 1973 : Un certain Richard Dorian d'Abder Isker (série) : Mme Bonnefois
- 1974 : Malaventure ép. « Un plat qui se mange froid » de Joseph Drimal
- 1975 : Crise de Pierre Matteuzzi (série) : Mme Guyard
- 1975 : Jack de Serge Hanin (Série) : Mme Moronval
- 1975 : Splendeurs et misères des courtisanes de Maurice Cazeneuve (série) : la servante
- 1977 : Les Enquêtes du commissaire Maigret, épisode : Maigret et Monsieur Charles de Jean-Paul Sassy: Louisa / La concierge / La femme au tricot / Mme Cyer / Mme Tellier
- 1977 : Les Folies d'Offenbach de Michel Boisrond (série) : Joséphine
- 1977 : Le PDG (Recherche dans l'intérêt des familles) de Philippe Arnal
- 1977 : Rendez-vous en noir - Feuilleton en 6 épisodes de 52 min de Claude Grinberg
- 1978 : À l'ombre d'un soupçon de Jean-Marie Marcel (téléfilm) : Mme Lemercier
- 1978 : Les Bijoux de Carina de Philippe Ducrest (Téléfilm) : la gouvernante
- 1979 : Jean le Bleu de Hélène Martin (Téléfilm) : La mère du « Grand d'Espagne »
- 1979 : Efficax de Philippe Ducrest (Téléfilm) : Germaine Simon
- 1979 - 1980 : Les Quatre Cents Coups de Virginie de Bernard Queysanne (Série) : La vicomtesse
- 1980 : La Grossesse de Madame Bracht de Jean-Roger Cadet (Téléfilm) : Mme Veuve Bracht
- 1980 : Louis et Réjane de Philippe Laïk (Téléfilm) : Rose
- 1980 : La Petite Valise de Roger Dallier (Téléfilm) : Mme Montonnet
- 1980 : Les Grands Seconds Rôles d'Aline Tacuorian (Documentaire) : Témoignage de P.Dubost
- 1981 : Le Boulanger de Suresnes de Jean-Jacques Goron (Téléfilm) : Mme Martineau, grand-mère de Richard
- 1981 : Un temps ailleurs de Philippe Laïk (téléfilm) : Marthe
- 1981 : Les Amours des années grises de Marlène et Stéphane Bertin (Série) : Nany
- 1982 : Le Cercle fermé de Philippe Ducrest (Téléfilm) : Lulu
- 1983 : Les Voyageurs de l'histoire de Jacques Martin
- 1983 : Chimère (La vie des autres) de Jean-Pierre Prévost
- 1984 : Deux Filles sur un banc d'Alain Ferrari (Téléfilm) : La grand-mère
- 1984 : Au théâtre ce soir : Le Mal de test d'Ira Wallach, mise en scène Raymond Gérôme, réalisation Pierre Sabbagh, théâtre Marigny : Emma
- 1984 : La Jauneraie (La Vie des autres) de Jean-Pierre Prévost
- 1985 : L'Homme des couloirs de Charles L. Bitsch (téléfilm) : Clotilde
- 1985 : Le Seul Témoin de Jean-Pierre Desagnat (téléfilm) : Alice Vauthier
- 1985 : Rancune tenace d'Emmanuel Fonlladosa (série) : Antoinette
- 1985 : Les Enquêtes du commissaire Maigret, épisode : Maigret au Picratt's de Philippe Laïk
- 1985 : Le Paria de Denys de La Patellière (série télévisée) : Tante Marthe
- 1985 : Les Œufs de l'autruche de Josée Dayan
- 1985 : Julien Fontanes, magistrat de Daniel Moosmann (série) : mémé Plantini
- 1986 : Le Tiroir secret (série)
- 1987 : Marc et Sophie (série)
- 1988 : Les Enquêtes du commissaire Maigret, épisode : La Vieille Dame de Bayeux de Philippe Laïk
- 1989 : Les Enquêtes du commissaire Maigret, épisode : Maigret et l'inspecteur malgracieux de Philippe Laïk
- 1989 : Pause-café pause-tendresse de Serge Leroy (série) : La grand-mère
- 1989 : Les Enquêtes du commissaire Maigret, épisode : L'Amoureux de Madame Maigret de James Thor
- 1989 et 1992 : Les Cinq Dernières Minutes (série) : Léontine / La dame au chien
- 1990 : Les Enquêtes du commissaire Maigret, épisode : Stan le tueur de Philippe Laïk
- 1991 : La Mémoire d'André Delacroix (Téléfilm) : la dame âgée
- 1992 : Intrigues : Ouvrage de dame d'Emmanuel Fonlladosa (téléfilm) : Hortense
- 1994 : Passé composé de Françoise Romand (téléfilm) : Mme Desney
- 1996 : Le Jour où tout est arrivé (La belle vie : la tribu) de Gérard Marx - Mamé
- 1996 : La Vie de château (La belle vie : la tribu) de Gérard Marx - Mamé
- 1996 : Un Chantage en or d'Hugues de Laugardière (Téléfilm) : La grand-mère de Xavier
- 1997 : Nanou et Gaëlle de Christine François (téléfilm) : la mémé
- 1997 : Niní de Myriam Touzé (téléfilm) : la mémé
- 2001 : Duval : Un mort de trop de Daniel Losset (téléfilm) : Lucienne

## Théâtre
- 1953 : La Petite Hutte d'André Roussin, mise en scène de l'auteur, théâtre des Célestins
- 1953 : Les Pavés du ciel d'Albert Husson, mise en scène Christian-Gérard, théâtre des Célestins
- 1962 : Oscar de Claude Magnier, mise en scène Jacques Mauclair, théâtre en Rond
- 1963 : La Dame aux camélias d'Alexandre Dumas, mise en scène Jean Leuvrais, théâtre Sarah-Bernhardt
- 1967 : Du vent dans les branches de sassafras de René de Obaldia, mise en scène René Dupuy, théâtre des Célestins
- 1972 : La Langue au chat de Roger Planchon, mise en scène de l'auteur et Gilles Chavassieux, théâtre du Gymnase, Maison de la Culture de Reims, TNP Villeurbanne, théâtre de Nice
- 1973 : Le Grand Standing de Neil Simon, mise en scène Emilio Bruzzo, théâtre des Célestins
- 1975 : Bichon de Jean de Létraz, mise en scène Michel Vocoret, théâtre des Célestins, tournée Herbert-Karsenty
- 1979 : Les Vignes du seigneur de Robert de Flers et Francis de Croisset, mise en scène Francis Joffo, théâtre des Célestins
- 1984 : La Mal de test d'Ira Wallach, mise en scène Raymond Gérôme, théâtre Marigny
- 1986 : Gog et Magog de Roger McDougall et Ted Allan, mise en scène René Clermont, tournée Herbert-Karsenty
- 1989 : Ivanov d'Anton Tchekhov, mise en scène Pierre Romans, théâtre Nanterre-Amandiers

## Distinctions
- Commandeure de l'ordre des Arts et des Lettres (1999)[21]

## Publication
- Paulette Dubost, C'est court, la vie. Souvenirs, Flammarion, 2006.